# Geissanthus challuayacus
Geissanthus challuayacus é uma espécie de planta da família Myrsinaceae. É endêmica do Equador.